# Victoriano Valencia Rincón
Victoriano Francisco Valencia Rincón (Montería (Córdoba), 5 april 1970) is een Colombiaans componist, muziekpedagoog en dirigent.

## Levensloop
Valencia Rincón begon zijn muziekstudie aan het Colegio Inem van zijn geboortestad. Aansluitend ging hij naar het conservatorium van de Universidad del Atlántico in Barranquilla en dan naar de Universidad Pedagógica Nacional in Bogota (stad). Aldaar behaalde hij het diploma als muziekpedagoog.
Sinds 1997 is hij werkzaam voor het Colombiaans ministerie van Cultuur als adviseur voor het nationale programma voor harmonieorkesten en als docent voor harmonie en arrangeren aan de Universidad Central in Bogota (stad) en aan de Academia Superior de Artes de Bogotá (ASAB). In 1998 bewerkte hij vijf werken van Maestro Luis Carlos Meyer. In 1999 werd hij met de Beca Nacional de Investigación en Música del Ministerio de Cultura voor het project Práctica Musical de las Bandas Pelayeras de la Costa Atlántica Colombiana onderscheiden. Nog een prijs van hetzelfde ministerie ontving hij voor zijn compositie Escuela voor harmonieorkest.
Hij schreef ook verschillende werken voor concoursen in Zuid-Amerika en in Spanje. Valencia Rincón is een veelgevraagd jurylid op wedstrijden voor harmonieorkesten.

## Composities

### Werken voor orkest
- 2005 Bergantín

### Werken voor banda (harmonieorkest)
- 1999 Escuela
- 2003 Siete Colores, Calipso  (verplicht werk op het concours "Concurso Nacional de Bandas Musicales «Pedro Ignacio Castro Perilla» de Anapoima" in 2003)
- 2003 Fandanguillo, Pasillo-Fandango (verplicht werk op het concours "Música Inédita para Bandas Musicales" te San Pedro-Valle in 2003
- 2003 Balín, Calipso
- 2003 Malala, Porro
- 2004 Arrullo - Suite colombiana en tres movimientos
  1. Mocarí[1]
  2. Goyo[2]
  3. Mayo[3]
- 2004 Alvan
- 2004 Sanjuanito
- 2004 Banda... vals
- 2004 Profe
- 2004 Gualajo y Candelo, Currulao
- 2004 Leon Bambuco, Bambuco  (verplicht werk voor het Concurso de "Música Inédita para Bandas Musicales" te San Pedro-Valle in 2004)
- 2005 Besando Neira
- 2005 Cuco Rojas
- 2005 San Pelayo, Fandango[4]
- 2006 Pionondé
- 2006 San Pedro
- 2006 Fantasía pasillo
- 2006 Pueblo viejo
- 2006 Santa cruz
- 2006 Tambora para Alejo[5]
- 2006 Gorgojeos
- 2006 Los Tibas
- 2006 El loco
- 2006 Alba siempre
- 2006 Fantasía guaneña [6]
- 2007 Valvanera
- 2007 Suite nº 2 (Suite Colombiana)
  1. Cantadoras
  2. Bambuco
  3. Cumbiamba
  4. Pregón
- 2009 Espíritu - Seis comlombiano

### Vocale muziek
- 2003 Mirando p'arriba
- 2003 Reencuentro